# 振戦せん妄
振戦せん妄（振戦譫妄、しんせんせんもう）は、通常はアルコールからの離脱によって引き起こされるせん妄の急性発作である。英語圏では一般的にdelirium tremens（ラテン語で「震える錯乱」の意）と呼ばれ、その略からDT、あるいは症状からthe horrors、the shakesとも言う。文献への記載は、1813年が初である。鎮静催眠剤からの離脱は、アルコールの離脱と本質的に同じものが生じうる。
ベンゾジアゼピン系薬は、振戦せん妄（DT）に対する治療法の選択肢である。共にGABAA受容体に作用するためであるが、同時に薬因性の振戦せん妄の原因ともなり得る。
アルコール以外には、ベンゾジアゼピン系やバルビツール酸系のような鎮静催眠剤からの離脱も適切に管理されなかった場合に発作や振戦せん妄、死亡を引き起こしうる。カフェインやコカインのような鎮静催眠薬以外の薬物からの離脱は、医療的に複雑な事態には至らず致死的ではない。アルコールにおける身体依存に起因する離脱反応は、最も危険で致死的になりうる。通常は、震え、動悸、発汗のような身体的な影響につながり、一部では痙攣を引き起こし、治療が伴わなければ死亡しうる。
アルコールが原因となる場合、アルコール依存症の既往歴を有する患者にのみ生じる。ベンゾジアゼピン系が原因の場合には、長期連用していた場合に限らず起こりうる。
アメリカ合衆国において、アルコール依存症者の50～60%未満に、アルコール摂取をやめた場合に何らかの明白な離脱症状が発症する可能性があり、5%の急性のアルコール離脱症候群がDTに進行する。アヘンのようなオピエート依存症に伴う離脱症状とは異なり、DT（および一般的にアルコール離脱）は致命的となる可能性がある。死亡率は、集中治療と高度な薬物治療が実現する以前は35%と高かったが、医学が進歩した現代では、死亡率は5%から15%の範囲である。
似たような易刺激性や幻覚は、マグネシウム欠乏症も原因となる。

## 症状
振戦せん妄の主な症状は、悪夢・興奮・広範な混乱・見当識障害、視覚や聴覚の幻覚・発熱・発汗や、ほかの自律神経系の活動亢進の兆候（頻脈や高血圧）である。これらの症状は突然出現する可能性があるが、大量飲酒の停止から2～3日後に発症し、4～5日目に最高の激しさとなる。また、これらの症状は「夜間に特徴的に悪化する」。DTは、一般的にアルコール離脱における最も重篤な症状とみなされており、最後の飲酒の後、3～10日後に生じる。ほかの一般的な症状には、虫、蛇、ネズミが見えるといった激しい知覚の混乱が含まれる。これらは、環境に結びついた幻覚あるいは錯覚である可能性がある。例えば壁紙のパターンや周辺視野において、虫に形態が似ていることから患者が誤って知覚したり、患者に何かが這う感覚のような触覚的幻覚—蟻走感（英語: formication）として知られる—に関連付けられている。振戦せん妄は、通常、「切迫する破滅」のきわめて強烈な感情を含む。激しい不安や切迫した死の感情はDTの症状である。
DTは時に、深刻な抑制できない手足の振戦（震え）や不安やパニック発作、妄想のような二次症状に結びつく。混乱は、患者が簡単な文を構成することや、簡単な論理的な推測をすることが困難であるとか、観察者にとってしばしば目につきやすいものである。多くの症例で、酔いがさめているにもかかわらず、失言の傾向が増しているために、まれに順番を無視して話す。
DTは、アルコール幻覚症とは明確に区別されるべきで、後者は入院したアルコール依存症患者の約20％に生じ、死亡率は大きくない。対照的に、DTはアルコール依存症者の5～10％に生じ、治療が伴えば最大15％の死亡率、未治療で最大は35％である。DTは、感覚の変化の存在によって特徴づけられ、現実の世界のいかなる認識もない完全な幻覚を生ずる。DTは、極度の自律神経系の活動過剰（早い脈拍、高い血圧、呼吸の頻度の増加）と、35～60％の患者が発熱する。一部の患者は発作に襲われる。

## 原因

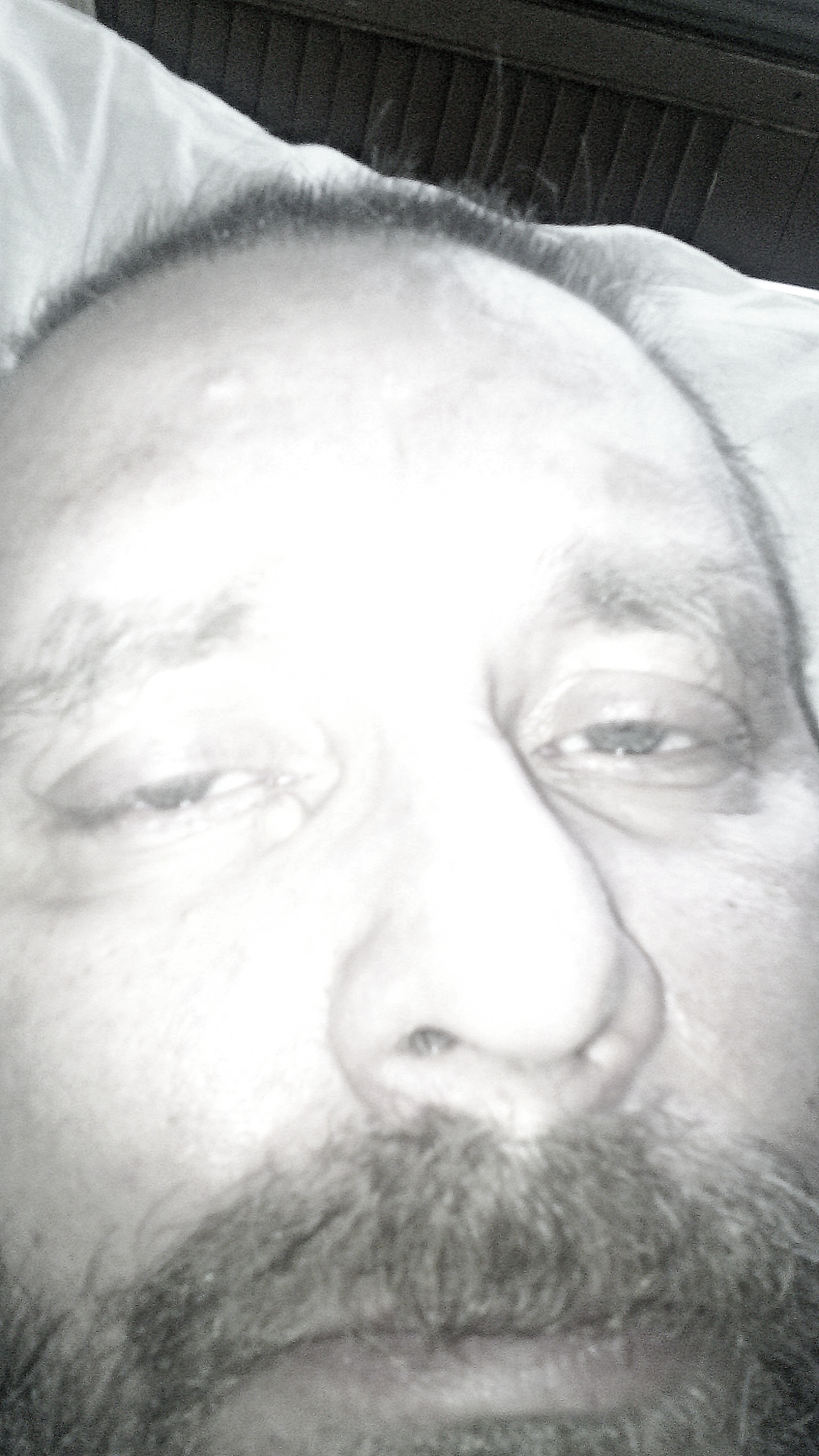
振戦せん妄

振戦せん妄は、長期間の飲酒の後の突然の断酒と離脱中に、生化学的な制御の連鎖につながることが主因である。また、大量飲酒の既往歴を有する患者において、頭部外傷や感染あるいは病気によっても引き起こされる。さらに別の原因として、バルビツール酸系やベンゾジアゼピン系の鎮静剤に比較的強い依存を有する患者が、それらを急に断薬する場合が挙げられる。
なぜならこれらの鎮静剤の主な薬理学的および生理学的な作用は、GABA化学作用と伝達物質の体細胞系の操作に由来し、同じ内因性神経伝達物質系がアルコールにより影響を受けており、振戦せん妄は重度に依存した患者における投薬の急な中止によって生じる。これらのDTは、兆候と付随する離脱症候群もアルコールによるものと似通っている。それが、ベンゾジアゼピン系薬が多くの場合に、それ自身が原因でもあるにもかかわらず、DTに対する治療に有効だという主な理由である。なぜならエタノール（アルコール）と、バルビツール酸系やベンゾジアゼピン系のような鎮静剤は、脳のGABAA受容体における正のアロステリック調整因子として機能し、バランスを失った化学系のバランスをとるために、内因性GABAの生産の突然の停止を引き起こす。この停止は、どんどん依存を強くし、それに伴う大量投与は中毒を引き起こす原因となる。鎮静作用の特性を有することに加え、心拍、血圧、ほかの多様な重要な自律神経下位系の間の、発作の閾値を統制する神経伝達物質の制御に非常に重要である。
振戦せん妄は、アルコール離脱症候群の既往歴を有する患者において最も起こりやすく、特に1日にビールで7～8米パイント（3310～3790ミリリットル）、蒸留酒で1米パイント（473ミリリットル）に相当する量を飲んでいる場合である。
振戦せん妄は、10年以上の習慣的なアルコールの飲用や、アルコール依存性の既往歴に影響する。
ベンゾジアゼピン系のジアゼパムでは30～40mgからの中止によってせん妄や痙攣発作が生じやすい。アルコールなどの併用を除外して、ベンゾジアゼピン依存症だと同定された108人のうち高用量から突然断薬となった12%（13人）にせん妄や痙攣が生じ、そのうちせん妄が10％（11人）、痙攣が3％（3人）であった。別の調査では、ベンゾジアゼピンを一年以上使用した患者に、離脱反応として7％に精神病症状、4％にてんかん発作が生じている。
エタノールに関する正確な薬理学は、完全に理解されているわけではないが、理論的には振戦せん妄はGABA受容体におけるアルコールの作用が主因であると想定されている。アルコール飲料の消費（あるいは習慣的な鎮静剤の使用）は、脳において恒常性を保つ試みのために逆調整反応を起こす。
これは、主にグルタミン酸のような興奮性神経伝達物質の生産や、同様にノルアドレナリン、ドーパミン、アドレナリンやセロトニンにおいて、脳の受容体における下方制御あるいは上方制御を起こし、飲酒者のアルコールに対する更なる耐性を獲得する。
アルコールの消費がなくなった時、下方制御されたGABAA受容体複合体は、GABAの標準的な量では非常に弱い作用となっており、GABAに対して反応しにくい。それと共に、GABAは本来ならば活動電位の形成を阻害しており、GABAが結合する受容体は多くない。これは交感神経系の活性が大きく優越することを意味し、アドレナリンの嵐（英語: adrenergic storm）として知られている。この作用により、たとえば頻脈、高血圧、異常高熱（英語: hyperthermia）、反射亢進（英語: Hyperreflexia）、発汗(Diaphoresis)、心筋梗塞、不整脈、不安、パニック発作、偏執病、精神運動性激越（英語: psychomotor agitation）といった症状が表れる。
これらはすべて、興奮性神経伝達物質の上方制御によって悪化しているが、それだけでなくGABAのほかセロトニン、ノルアドレナリン、ドーパミン、アドレナリン、また特にグルタミン酸による交感神経系の過剰活動も原因である。興奮性のNMDA型グルタミン酸受容体も上方制御されているため錯乱に寄与しており、離脱における（興奮毒性による）神経毒性(neurotoxicity)に寄与している。中枢ノルアドレナリンとその代謝産物の量はアルコール離脱症候群の重症度に正の相関があるため、これらを直接計測することには大いに意義がある。それには心理的な（たとえば非身体的）な要因が関与している可能性もあり、また、アルコール依存症には特に感染、栄養失調、または他の基本的な内科的疾患が合併していることも多い。

## 治療
アルコールの離脱に起因する振戦せん妄の治療には、ベンゾジアゼピン系薬を用いる。振戦せん妄による死亡を防ぐために、高用量の投与が必要となる場合もある。ただし、薬物療法は対症療法かつ補助的なものである。
通常、患者はジアゼパム（セルシン、ヴァリウム）、ロラゼパム（ワイパックス、アチバン）、クロルジアゼポキシド（バランス、コントール、リブリウム）、オキサゼパム（セラクス）のようなベンゾジアゼピン系薬、極端な場合は少量のハロペリドール（セレネース）のような抗精神病薬や、テマゼパム（レスリトル）あるいはミダゾラムのようなさらに強いベンゾジアゼピン系で、症状が治まるまで鎮静させることがある。ロラゼパムの注射剤は肝障害の場合に使いやすいが日本には存在しないため、替わりにジアゼパムが用いられる。ベンゾジアゼピン系の薬剤で足りない場合に、セレネースが追加されることがある。このような抗精神病薬の使用は、幻覚や妄想といったせん妄に対するものであり、痙攣の危険性は逆に高くなることに注意が必要である。
アルコールからの離脱の管理では、1997年のAmerican Society of Addiction Medicineによるメタアナリシスに基づくガイドラインに従えば、離脱症状の評価尺度であるCIWA-Arの評価点数に基づいてベンゾジアゼピン系を投薬するか否か、また投与量を決定する。しかし、このような集中治療室におけるような実践は熟練を要するので、一般病棟では症状出現後に内服が可能ならジアゼパムの1日に15～30mgを3回に分けて、あるいは肝障害があればロラゼパム1.5mg～3mgを3回に分けて、内服不可能であればジアゼパム10mgの注射剤を1日に2～3回投与する。2日目まで同量で投与し、5～7日かけ漸減し中止する。
ベンゾジアゼピンの離脱の管理では、2012年の英国精神薬理学会（BAP）の物質使用障害に関する科学的根拠に基づくガイドラインによれば、非常に高用量となったベンゾジアゼピンからの離脱痙攣を予防するのに、ジアゼパム30mg以上が必要になることはめったにない。2009年の世界保健機関の薬物依存と離脱の管理のための臨床ガイドラインは、ベンゾジアゼピンの離脱を管理するために、ジアゼパムに換算し、それを超えていても最大40mgのジアゼパムの投与を推奨している。（ベンゾジアゼピン離脱症候群も参照。特に、よりゆっくりとした長期にわたる減薬ペースについて。）
ベンゾジアゼピン系薬、バルビツール酸系薬、アルコールの離脱に他の抗精神病薬の使用は推奨できず、アリピプラゾール（エビリファイ）、クエチアピン（セロクエル）、リスペリドン（リスパダール）、ジプラシドンのような非定型抗精神病薬、あるいはクロルプロマジン（コントミン、ベゲタミン）のような効果の弱いフェノチアジンは、発作閾値を低下させ離脱症状を悪化させるので、用いる場合には注意が必要である。
パラアルデヒドやクロメチアゾールのような古い薬が伝統的に用いられており、環境によっては代替として使用できるが、現在は広くベンゾジアゼピン系薬に置き換えられている。
アカンプロセートは、増強治療としてしばしば用いられ、長期間用いることで再発の危険性を低減する。もしてんかん重積状態が存在すれば、発作はそれに応じて治療される。
明るく、かつくつろげる環境のように、外部からの刺激を和らげるよう調整された環境は、上述した視覚的な幻覚など刺激に起因する問題が生じる可能性を減じ、治療に役立つと考えられる。

## 予後
半年程度にわたり、不安や不眠といった長期の症状が生じることがあり、遷延性の離脱症状は誤診されうる。この場合は物質誘発性気分障害のアルコール離脱中の不安障害とか、物質誘発性睡眠障害であり、ベンゾジアゼピン離脱中の不眠症といったものである。

## 予防
内科医向けには、アルコール依存患者の入院に伴って、離脱せん妄のリスクが高い場合には、症状がまったくないうちからジアゼパムを15mgを3回に分けて投与し、3日後6mgを3回に分け、4日後に中止することで予防する。肝機能障害がある場合には、ロラゼパム4mgを4回に分け、同様に3日後2mgを4回に分け、4日後に中止する。